# Lokotunjailurus
A Lokotunjailurus a kardfogú macskaformák kihalt nemzetsége, amely Kenyában és Csádban élt a miocén korban. 
A Lokotunjailurus nagyjából olyan magas volt, mint egy nőstény oroszlán; körülbelül 90 cm volt a marmagassága, de sokkal könnyebb testalkatú volt hosszabb lábai és kecsesebb testfelépítése miatt. Karmai testéhez képest különösen nagyok voltak, nagyobbak, mint egy termetesebb oroszláné, ami azt jelzi, hogy meglehetősen fontosak voltak prédái elejtése során.
A L. emageritus típusfajt Lars Werdelin írta le először a kenyai Lothagam lelőhelyen talált fosszíliák alapján. Werdelin az L. emageritust fogazatában a Homotheriumhoz hasonlónak tekintette, és a Homotherini nemzetségbe sorolta.
Egy másik fajt, az L. fanoneit a csádi Djurab-sivatagban található Toros Menalla formációban talált kövületekből írtak le.

## Ősbiológia

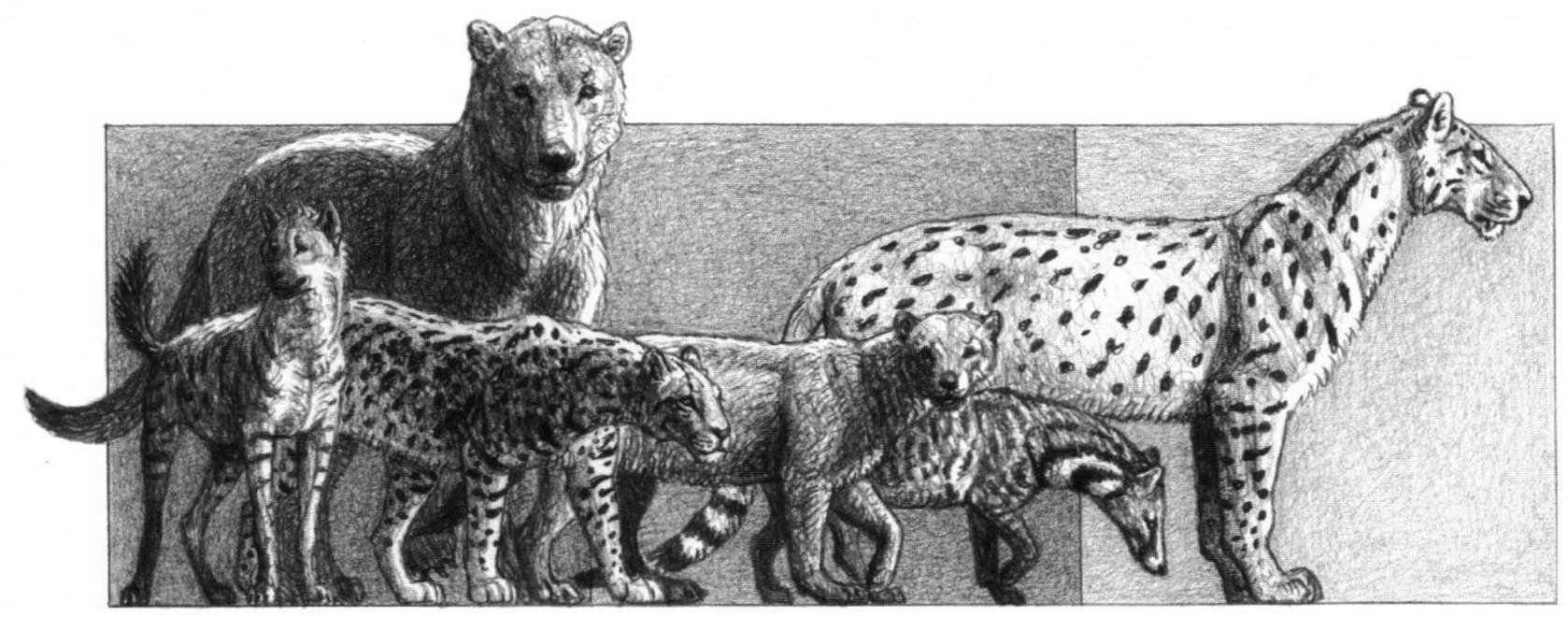
Lokotunjailurus (jobb szélső) és más késő-miocén korszaki afrikai húsevők

A közép-afrikai Csád északi részén, a Djurab-sivatagban úgy tűnik, hogy a Lokotunjailurus fanonei az Amphimachirodus, Machairodus és a Megantereon nemzetségek korai képviselőivel együtt élt. Ezeken kívül más állatok, például krokodilok, primitív háromujjú lovak, halak, majmok, vízilovak, teknősök, rágcsálók, zsiráfok, kígyók, antilopok, vaddisznók, mongúzok, rókák, hiénák, vidrák, méhészborzok, a Stegotetrabelodon és a hominid Sahelanthropus tchadensis bőséges táplálékot biztosított ezeknek a macskaféléknek, jelezve, hogy elegendő a biológiai sokféleség ahhoz, hogy ez három kardfogú macskafaj együtt élhessen.

## Fordítás
Ez a szócikk részben vagy egészben  a   Lokotunjailurus című angol Wikipédia-szócikk ezen változatának fordításán alapul.  Az eredeti cikk szerkesztőit annak laptörténete sorolja fel. Ez a jelzés csupán a megfogalmazás eredetét és a szerzői jogokat jelzi, nem szolgál a cikkben szereplő információk forrásmegjelöléseként.